# Leptictidium
Leptictidium és un gènere extint de petits mamífers de la família dels pseudorrincociònids que visqueren a Europa durant l'Eocè, fa entre 33,9 i 48,6 milions d'anys. Destaca per la seva inusual combinació de caràcters típics dels euteris primitius i adaptacions molt especialitzades, incloent-hi potes posteriors molt llargues en comparació amb les anteriors. Es tracta d'un dels pocs mamífers bípedes, tot i que encara es debat si es desplaçava corrent o saltant.
Tenia una dieta molt variada que incloïa insectes, petits vertebrats i, possiblement, plantes. Representa una de les primeres branques que se separaren dels euteris basals i aparegué a principis de l'estatge faunístic Bartonià. El seu registre fòssil, que inclou diversos espècimens molt ben conservats, indica que esdevingué força comú a Europa i, amb el pas del temps, anà produint espècies cada vegada més grosses. Tanmateix, s'extingí fa aproximadament 35 milions d'anys sense deixar descendència, probablement a causa del fet que havia evolucionat per viure a les selves pluvials que cobrien gran part d'Europa durant l'Eocè i fou incapaç d'adaptar-se a les planes obertes de l'Oligocè.
Una femella de L. tobieni i les seves cries són els protagonistes del primer episodi de la sèrie de paleontologia de la BBC Walking with Beasts.

## Morfologia
Leptictidium ha estat descrit com «un dels animals més estranys que vivien [a Messel]». La seva anatomia combina caràcters força primitius, incloent-hi parts del crani i les dents, amb elements que demostren un alt grau d'especialització. Aquesta barreja de caràcters fa que costi determinar-ne les relacions amb altres grups de mamífers. Segons l'espècie, Leptictidium feia 60-90 cm de llargada (dels quals més de la meitat corresponien a la cua) i 20 cm d'alçada. Pesava un parell de quilograms.
Les fosses antorbitàries musculars del crani mostren que probablement tenia un musell llarg i mòbil, com el de les musaranyes elefant. El rostre és allargat i esvelt. Els punts d'ancoratge dels músculs de la masticació estan força reduïts. La volta del crani manca de cresta sagital o temporal. La regió postglenoide del neurocrani és curta. Les apòfisis mastoide i paraoccipital estan ben desenvolupades. Els músculs del musell s'inserien a les fosses antorbitàries. A grans trets, el laberint ossi és igual que en altres leptíctides com Leptictis i Palaeictops, amb els conductes semicirculars prims i amb forma d'arc, tot i que una mica més petits que en aquests altres animals. En general, l'anatomia de l'orella interna de Leptictidium és típica d'un animal de gran agilitat.
La dentadura és força petita en comparació amb la mandíbula i el cos en general. Les dents canines superiors són incisiviformes. Hi ha amples diastemes (espais lliures entre dents) al davant de la renglera premolar, amb molars superiors més transverses que les dels leptíctids. Les quartes premolars superiors (P4) són molariformes. Les molars superiors tenen el mesostil robust, un contorn d'oclusió aproximadament quadrat, el paracon i el metacon de la mateixa mida i l'hipocon poc desenvolupat. Per altra banda, les molars inferiors tenen el trigònid i el talònid alts i comprimits a la part mesiodistal, mentre que l'entocònid i l'hipoconúlid són pectiniformes (amb forma de pinta) i estan fusionats o situats l'un arran de l'altre. El paracònid té forma de fulla i arriba fins a la vora lingual de la corona.

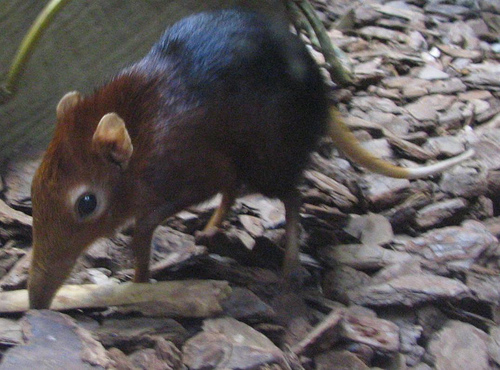
Leptictidium s'assemblava a les musaranyes elefant.

El tronc és curt però de constitució robusta. El manubri de l'estern és petit i té forma de fulla. Les vèrtebres lumbars presenten grans projeccions transversals amb forma d'ales. El sacre es compon d'una vèrtebra sacra i dues de pseudosacres. L'ili és llarg i simple. Leptictidium tenia les potes anteriors curtes i les posteriors molt llargues, especialment a l'extrem distal (el més allunyat del cos). Les falanges laterals de les potes anteriors (dits I i V) són molt curtes i delicades, el dit III és el més llarg i els dits II i IV són aproximadament iguals i una mica més curts que el dit III. Les puntes de les falanges són punxegudes i allargades. Malgrat que la tíbia i el peroné no estan fusionats, sí que es troben molt a prop i és possible que en vida estiguessin units per lligaments forts a la major part de la seva extensió. Els turmells i l'articulació iliosacra tenien una fixació bastant laxa, mentre que la pelvis tenia una unió flexible amb l'única vèrtebra sacra.
Malgrat que hi ha consens que era un animal bípede, sia obligat o facultatiu, encara es debat si Leptictidium es movia corrent o saltant. Basant-se en els cangurs i dinosaures bípedes com el tiranosaure, és probable que es desplacés amb el cos inclinat cap endavant, utilitzant la cua com a contrapès. Els estudis de la seva estructura òssia han revelat informacions contradictòries. D'una banda, els ossos de la pelvis i les articulacions de les potes semblen massa delicades per suportar el xoc de salts repetits; de l'altra, la flexibilitat de la regió lumbar, la forma allargada de l'ili i la gran mida dels peus són característiques d'un animal saltador. La mida de les potes anteriors, que són més curtes que en els leptíctids nord-americans, suggereix que saltava quan s'havia de moure a gran velocitat. Si era un bípede facultatiu, s'hauria mantingut a dues potes per caminar o córrer i s'hauria posat a quatre potes quan s'aturava o es volia moure a poc a poc.
El paleontòleg estatunidenc Kenneth D. Rose feu una comparació exhaustiva de L. nasutum i Leptictis dakotensis, un leptíctid oriünd de Nord-amèrica. L'anatomia de L. dakotensis fa pensar que era un animal corredor que de tant en tant es movia saltant. Malgrat les clares semblances en la majoria de l'esquelet, Leptictidium tenia les potes anteriors més curtes (un caràcter derivat) i no tenia la tíbia i el peroné fusionats (un caràcter primitiu). Aquestes diferències clau impedeixen que l'exemple de Leptictis serveixi per elucidar com es desplaçava Leptictidium. Rose conclogué que Leptictidium probablement es movia saltant.

## Comportament
Basant-se en el comportament de mamífers vivents similars, els assessors científics de Walking with Beasts, una sèrie de documentals de la BBC, especularen que Leptictidium era un animal diürn. Podria haver tingut un costum peculiar a l'hora de caçar: crear camins a la selva. S'hauria dedicat a recórrer-los diverses vegades al dia, caçant les preses que hi trobava i apartant-ne qualsevol obstacle. Era vital mantenir la via lliure, car els camins eren la seva via de fugida en cas d'un atac d'un depredador.
Com que les cries eren molt vulnerables, probablement naixien molt desenvolupades i esdevenien independents quan encara eren bastant joves. A partir del comportament de les musaranyes elefant, es pot suggerir la possibilitat que les cries de Leptictidium sortissin aviat a caçar amb la seva mare i que aprenguessin a distingir les preses llepant la boca de la mare quan aquesta acabava de caçar un animal, a fi de conèixer el gust dels aliments.
S'han trobat fòssils perfectament conservats de tres espècies diferents de Leptictidium al jaciment de Messel (Alemanya). Se n'han preservat les marques del pèl i els continguts de l'estómac, que mostren que eren omnívors que s'alimentaven d'insectes, sargantanes i petits mamífers. L'holotip de L. tobieni també tenia trossos de fulles i una gran quantitat de sorra a l'abdomen. Malgrat que no hi ha cap dubte que ingerí la sorra, no s'ha pogut determinar amb certesa si consumí les fulles en vida o simplement es trobaven a sota de l'espècimen quan fou enterrat.

## Hàbitat

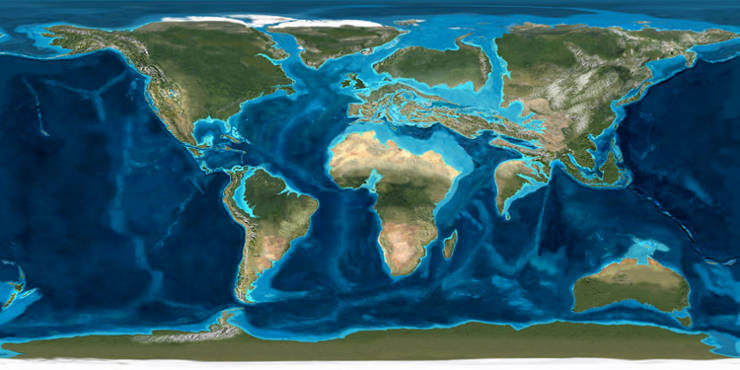
La Terra durant l'Eocè inferior

Leptictidium vivia als boscos subtropicals que cobrien gran part d'Europa durant l'Eocè. Des del principi d'aquesta època, la temperatura del planeta anà pujant fins a assolir el màxim tèrmic del Paleocè-Eocè, un episodi d'escalfament ràpid i intens (d'entre 5 i 8 °C) que durà aproximadament 170.000 anys. Malgrat que alguns grups marins, com els foraminífers bentònics, patiren grans extincions a causa del màxim tèrmic, el seu efecte sobre els mamífers fou un augment de la taxa d'especiació i de les migracions. Les temperatures de les regions polars eren molt més altes que avui en dia. Els boscos temperats arribaven fins als pols, mentre que els climes tropicals plujosos arribaven fins a 45° de latitud nord.
En aquesta època, gran part d'allò que actualment és l'Europa mediterrània i el sud-oest d'Àsia estava submergida al mar de Tetis. Els dos continents estaven separats per l'estret de Turgai. Gràcies a la humiditat i les altes temperatures, la major part del continent europeu estava coberta de vegetació. En aquests boscos frondosos, Leptictidium compartia hàbitat amb animals com ara el primat Godinotia, l'erinaceomorf Pholidocercus, l'ocell Palaeotis i el perissodàctil Propalaeotherium. Entre els depredadors, hi havia el cocodril Asiatosuchus, el creodont Lesmesodon i la formiga gegant de Messel. El depredador alfa era Gastornis, una au carnívora que feia gairebé dos metres d'alçada.
La regió que avui en dia és Alemanya es trobava en una zona volcànicament activa durant l'Eocè. Es creu que el jaciment de Messel era l'antiga ubicació d'un llac volcànic saturat de CO₂. Periòdicament, el llac hauria alliberat aquest gas en un núvol mortal que hauria asfixiat els animals del voltant, fet que explicaria el gran nombre d'espècies no aquàtiques que s'han trobat a l'antic fons del llac del jaciment de Messel.

## Taxonomia
En la seva descripció de Leptictidium, publicada el 1962, Heinz Tobien inclogué el gènere entre els leptíctids, una família de mamífers insectívors de l'Eocè distribuïts principalment per Nord-amèrica, presentant-lo com «les primeres restes d'un leptíctid trobades a Europa». El nom genèric Leptictidium en destaca la semblança amb els leptíctids nord-americans alhora que indica que era una mica més petit mitjançant el sufix diminutiu -idium. El 1974, Bernard Sigé erigí la subfamília dels pseudorrincocionins per encabir-hi Pseudorhyncocyon cayluxi, una espècie de les fosforites del Carcí. Tanmateix, la taxonomia proposada per Sigé patí canvis importants en els anys següents. El 1985, Gerhard Storch i Adrian Lister elevaren els pseudorrincocionins a la categoria de família, mentre que el 1989 el material assignat a P. cayluxi fou redescrit com a Leptictidium ginsburgi i Leptictidium sigei per Christian Mathis.
Les relacions de Leptictidium i els seus parents més propers amb altres mamífers són obscures. Des del descobriment dels primers leptíctides a mitjans del segle xix, han estat associats a molts ordres diferents per investigadors diferents. En un primer moment, foren classificats com a parents dels erinaceomorfs (eriçons i afins) en el tàxon «calaix de sastre» dels insectívors, que des d'aleshores ha estat abandonat per ser polifilètic. Al llarg de les dècades següents, es feren propostes que relacionaven els leptíctides amb grups tan diversos com les tupaies, els solenodonts, els tenrecs, els marsupials, els carnívors, els creodonts i els primats, tot i que el vincle amb els erinaceomorfs es mantingué com a hipòtesi dominant fins a la dècada del 1950, quan es començaren a llançar encara més teories.
A mitjans de la dècada del 1980, Storch i Lister transferiren els leptíctides a un altre tàxon «calaix de sastre», els proteuteris, mentre que Michael J. Novacek els situà en el seu propi ordre. En un estudi publicat el 2013, Jerry Hooker suggerí que els pseudorrincociònids no formaven part del grup dels leptíctides, sinó que estaven relacionats amb els pantolests i els paleanodonts. Aquests últims podrien ser els avantpassats dels pangolins d'avui en dia. En canvi, Thomas Halliday, Paul Upchurch i Anjali Goswami dugueren a terme una anàlisi filogenètica exhaustiva el 2017 i conclogueren que els leptíctides són parafilètics respecte als mamífers placentaris.

### Espècies
El gènere Leptictidium comprèn vuit espècies:
- L. auderiense (espècie tipus): descrit per Tobien el 1962 a partir d'una sèrie de maxil·lars inferiors de l'estatge Lutecià. Tobien també descobrí un petit esquelet que definí com a paratip de l'espècie, però el 1985 Storch i Lister demostraren que en realitat aquest espècimen ni tan sols no pertanyia a la família dels pseudorrincociònids.[32] L. auderiense era l'espècie més petita de Messel i només feia 60 cm de llargada. Se n'han trobat diversos esquelets al jaciment de Messel.[39] Mathis en destaca l'excepcional desenvolupament del paracònid de la quarta premolar inferior (p4).[40] Les premolars i molars eren bastant petites en proporció al conjunt de la dentadura. El nom de l'espècie es refereix a la població romana de la Ciutat dels Auderiencs, ubicada antigament a la zona que posteriorment esdevindria Messel.[30]
- L. ginsburgi: descrit per Mathis el 1989. Se n'han trobat fòssils als jaciments de Robiac, Le Bretou, Lavergne, La Bouffie, Les Clapiès, Malpérié i Perrière (França), en estrats del Ludià superior. El mesostil característic del gènere Leptictidium no està gaire desenvolupat en L. ginsburgi.[41] L'espècie està dedicada a Léonard Ginsburg, paleontòleg francès i antic sots-director del Museu Nacional d'Història Natural de París.
- L. listeri: descrit per Hooker el 2013 a partir d'un dental esquerre amb dent canina i p1-m3. Se n'han trobat fòssils a Alemanya, en estrats de l'Eocè mitjà. Es tracta de l'espècie més petita del gènere després de L. prouti i es diferencia de les altres pel fet que la p4 i les molars inferiors tenen el precingúlid molt feble.[42] La primera molar inferior (m1) presenta un solc ben definit entre l'entocònid i l'hipoconúlid, igual que en L. storchi. L'espècie està dedicada al paleontòleg britànic Adrian Lister.

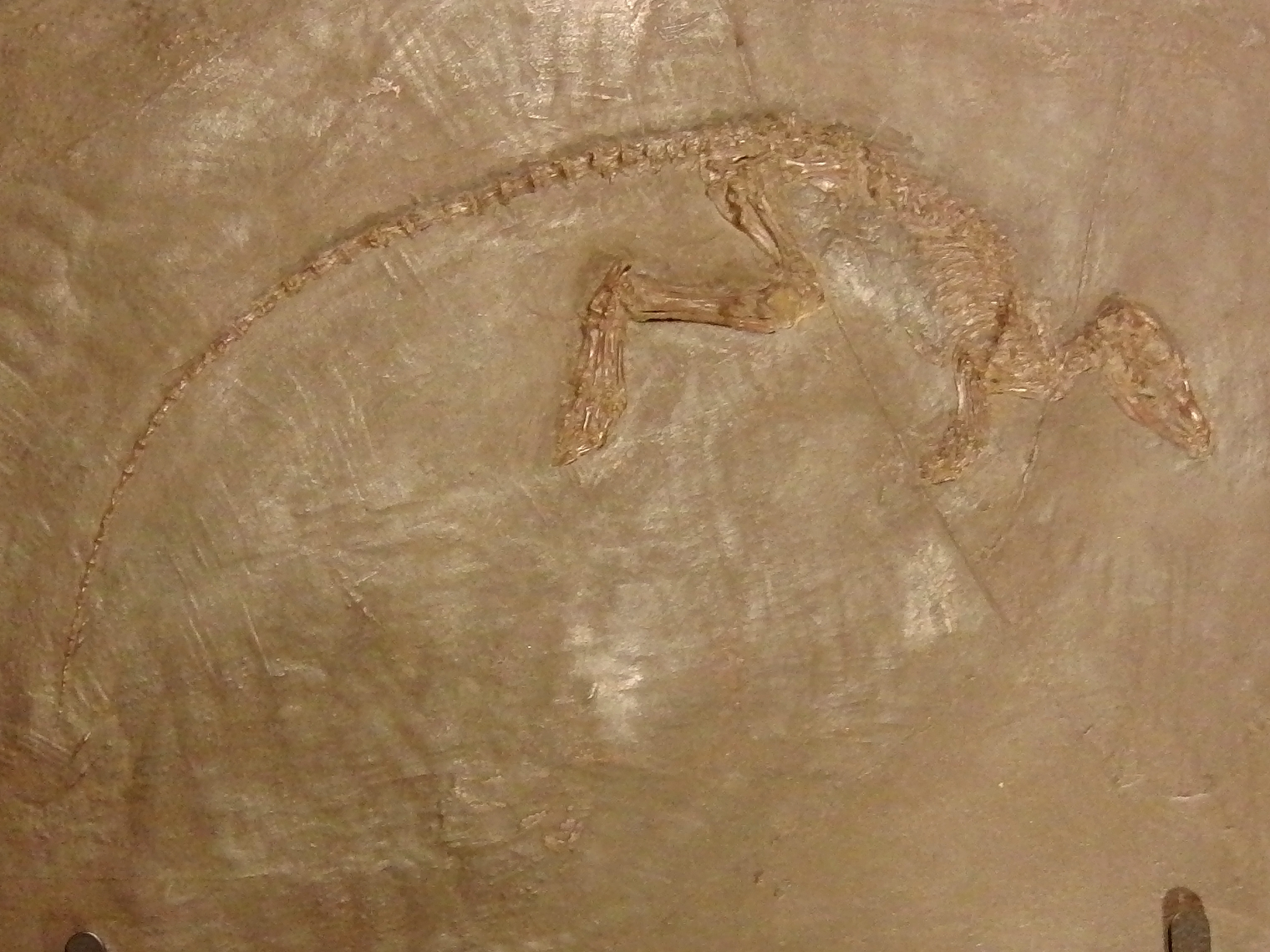
L. nasutum

- L. nasutum: descrit per Lister i Storch el 1985. Era una espècie de mida mitjana que feia 75 cm de llargada. Se n'han trobat diversos esquelets al jaciment de Messel,[39] en estrats del Lutecià inferior. La cua d'aquesta espècie tenia 42-43 vèrtebres,[11] un nombre que entre els mamífers només és superat pel pangolí cuallarg. Les premolars i molars eren bastant petites en proporció al conjunt de la dentadura. El nom de l'espècie fa referència al nas de l'animal. L'holotip és l'esquelet complet d'un exemplar adult conservat a l'Institut de Recerca Senckenberg de Frankfurt del Main.[43]
- L. prouti: descrit per Hooker el 2013 a partir d'una tercera molar inferior (m3). Se n'han trobat fòssils al Regne Unit, en estrats de l'Eocè inferior.[44] Es tracta de l'espècie més petita del gènere i es diferencia de les altres en la curvatura de l'hipocònid de la p4 i l'absència d'entocònid a la m3. L'espècie està dedicada a Jim Prout, el descobridor de l'holotip.
- L. sigei: descrit per Mathis el 1989. Se n'han trobat fòssils als jaciments de Sainte-Néboule, Baby, Sindou i Pécarel (França) i té un aspecte més primitiu que L. nasutum. És coneguda principalment per dents aïllades. Té una p4 amb el paracònid molt reduït, així com un entocònid i un hipoconúlid ben distints a la m1 i la m2.[45] L'espècie està dedicada al paleontòleg francès Bernard Sigé.
- L. storchi: descrit per Hooker el 2013 a partir d'una m1/2 i una m3. Se n'han trobat fòssils a França, en estrats de l'Eocè superior. Té les premolars i molars més petites que L. nasutum. Igual que aquesta espècie, L. storchi tenia el paracon i el metacon de la mateixa alçada, almenys a la quarta premolar superior (P4).[46] L'espècie està dedicada a Gerhard Storch, paleontòleg alemany.

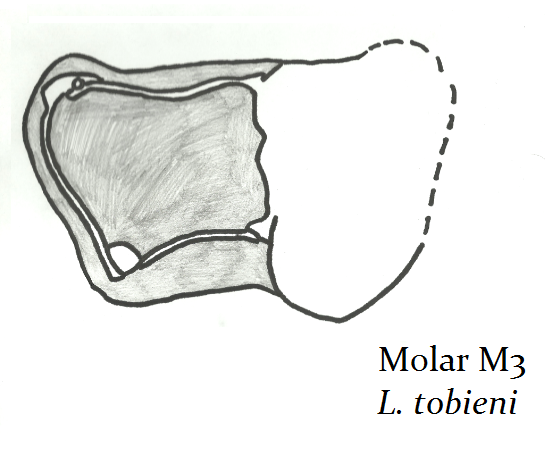
Tercera molar superior (M3) de L. tobieni

- L. tobieni: descrit per Von Koenigswald i Storch el 1987. Era l'espècie més grossa de totes i feia 90 cm de llargada. És una de les espècies trobades al jaciment de Messel,[47] en estrats de l'estatge Lutecià. L'espècie està dedicada a Heinz Tobien, descriptor del gènere Leptictidium i impulsor de la investigació al jaciment de Messel durant la dècada del 1960. L'holotip és un esquelet complet i perfectament preservat d'un exemplar adult que fou excavat el 1984 i que es troba al Museu Estatal de Hessen a Darmstadt.[15] Té una mandíbula relativament robusta amb els mesostils relativament grossos. Les premolars molariformes són una característica del gènere Leptictidium en general molt evident en les quartes premolars superiors (P4) de L. tobieni. El mesostil ben desenvolupat i la disposició transversal de les molars superiors són altres trets característics d'aquesta espècie.[48]

### Comparació de les espècies de Messel
Entre els fòssils trobats a Messel hi ha una vintena d'esquelets gairebé complets de Leptictidium. Basant-se en les clares diferències morfològiques de la dentadura de les tres espècies representades en aquest jaciment, es pot descartar la possibilitat que els fòssils trobats siguin espècimens de la mateixa espècie i diferent edat o que sigui un cas de dimorfisme sexual. Tanmateix, és poc habitual que un mateix gènere estigui representat per tres espècies similars a la mateixa localitat. Les espècies de Messel presenten una sèrie de caràcters distintius que les diferencien de les espècies trobades als jaciments del Carcí.
Aquesta taula compara les dimensions de diversos exemplars de cada espècie trobada al jaciment de Messel (mides en mil·límetres).
| Espècies                                 | L. auderiense | L. auderiense | L. nasutum  | L. nasutum | L. nasutum   | L. tobieni    | L. tobieni            |
| Espècimens                               | LNK Me 418a   | SMF 78/1      | SMF ME 1143 | LNK Me 576 | HLMD Me 8059 | HLMD Me 8011a | I. R. Sc. N. B. M1475 |
| ---------------------------------------- | ------------- | ------------- | ----------- | ---------- | ------------ | ------------- | --------------------- |
| Crani                                    | 67,4          | 67,2          | 88,2        | 89,8       | 88,6         | 101,1         | -                     |
| Cap+tronc                                | 220           | 215           | 300         | 295        | 328          | 375           | -                     |
| Cua                                      | (340)         | 375           | 450         | 445        | 454          | 500           | -                     |
| Húmer                                    | 31,8          | 32,3          | 41,9        | 41,9       | 43,1         | 45,7          | 46,6                  |
| Cúbit                                    | 29,4          | 31,8          | 45,6        | 44,2       | 45,3         | 51,2          | -                     |
| Radi                                     | 21,5          | 23,9          | 31,7        | 31,1       | 33,2         | 37,0          | 36,2                  |
| Pelvis                                   | 54,5          | 56,5          | 77,8        | 77,1       | -            | 85,7          | (82)                  |
| Fèmur                                    | 54,2          | 57,5          | 75,3        | 71,5       | 75,1         | 84,8          | (82)                  |
| Tíbia                                    | 64,4          | 66,3          | 79,7        | 79,0       | 80,1         | 91,6          | 90,5                  |
| Peroné                                   | 57,4          | 58,7          | 75,2        | 72,3       | -            | 86,6          | -                     |
| Calcani                                  | 22,3          | 22,6          | 25,3        | 25,2       | -            | 26,7          | 25,4                  |
| Neurocrani†                              | 33,0          | 31,6          | 38,7        | 39,3       | 37,5         | 42,2          | 42,5                  |
| Alçada del maxil·lar inferior sota la m2 | 5,7           | 5,6           | 6,9         | 6,6        | 6,4          | 9,0           | 9,5                   |
| Alçada de la branca mandibular††         | 14,3          | -             | 20,8        | 23,3       | 23,0         | 29,2          | 28,5                  |

† Des de la vora anterior de l'òrbita.

†† Per sobre de la incisura praeangularis.

### Tendències evolutives
En un estudi publicat el 1989, Mathis descrigué les tendències evolutives del gènere Leptictidium basant-se en una comparació de les espècies més primitives i les més recents. A partir d'aquestes observacions, Mathis destaca:
- un augment de la mida
- una fusió precoç de l'hipocònid i l'entocònid a la tercera molar
- una lleugera reducció de l'amplada del talònid de la tercera molar en comparació amb les molars anteriors
- la formació i desenvolupament d'un mesostil a les dents postcanines molariformes p4-m3
- la reducció de les regions parametastilar i metastilar d'aquestes mateixes dents (amb algunes excepcions), en particular amb una reducció del lòbul parastilar que sobresurt menys a la part anterior de la m3 i possiblement de la p4
- un escurçament transversal de les dents molaritzades superiors, que esdevenen més quadrades
- el desenvolupament de cònuls accessoris a la preprotocresta i la postprotocresta
- un desenvolupament del postcíngol